# Eileen Farrell
Eileen Farrell (* 13. Februar 1920 in Wilmantic, Connecticut; † 23. März 2002 in Park Ridge, New Jersey) war eine US-amerikanische Opernsängerin (Sopran).

## Leben
Die Eltern von Eileen Farrell traten als Vaudeville-Künstler auf. Die Tochter erhielt eine erste musikalische Ausbildung bei der populären Altistin Merle Alcott, die der jungen Sängerin empfahl, bei der CBS vorzusingen, was zu regelmäßigen Radioauftritten, von 1942 bis 1947 sogar zu einer eigenen Radiosendung mit dem Titel „Eileen Farrell presents“ führte. Das hier von ihr vorgestellte Programm reichte vom populären Schlager bis zur klassischen Opernarie.
1944 wechselte Farrell zu der Gesangslehrerin Eleanor McLellan, die ihr half, ihre Gesangs- und vor allem Atemtechnik stark zu verbessern. In den Folgejahren arbeitete sie vor allem als Konzertsängerin, u. a. auf Tourneen durch die USA (1947–48) und Südamerika (1949). 1950 wurde sie als Sopransolistin für Arturo Toscaninis Aufnahme der 9. Symphonie von Ludwig van Beethoven engagiert.
Das Konzertpodium bildete auch weiterhin ein Zentrum ihrer Arbeit. In den 50er und 60er Jahren war sie die meistgebuchte Sopransolistin des New York Philharmonic Orchestra unter Leonard Bernstein. Auch andere große amerikanische Dirigenten wie Thomas Schippers und Eugene Ormandy arbeiteten gern und viel mit ihr.
1951 sang sie erstmals eine vollständige Oper in einer konzertanten Aufführung der Oper Wozzeck von Alban Berg die Rolle der Marie in der Carnegie Hall New York.
Ihr eigentliches Operndebüt fand 1956 in Tampa statt, wo sie die Santuzza in Cavalleria rusticana von Pietro Mascagni sang. Über Stationen an den Opernhäusern in San Francisco und Chicago kam sie 1960 an die Metropolitan Opera New York, deren Mitglied sie mit einer Saison Unterbrechung bis 1966 blieb.
Von Anfang an sang sie neben klassischer Musik auch immer Schlager, Musical-Songs und Jazz, später auch Pop-Songs. Zum Ende ihrer Karriere nahm sie auch mehrere Blues-CDs auf.
In dem Film Unterbrochene Melodie von 1955 über die australische Sopranistin Marjorie Lawrence lieh sie Eleanor Parker ihre Stimme, die für die Rolle eine Oscar-Nominierung erhielt.
Von 1971 bis 1980 war Farrell Professorin an der Indiana University in Bloomington, von 1983 bis 1985 an der University of Maine in Orono.
1999 wurde ihre Autobiografie “Can’t Help Singing” veröffentlicht.

### Familie
Eileen Farrell war mit einem Polizeibeamten verheiratet, mit dem zusammen sie zwei Kinder hatte. Zeitweise wohnten auch ihre Geschwister mit Familien bei ihr. Die Familie war Farrell immer wichtiger als ihre Bühnenkarriere, weshalb sie selbst auch Radio- und Konzertauftritte der Opernbühne vorzog.

## Bedeutung
Eileen Farrell wird von Fachleuten und Fans heute als die führende amerikanische dramatische Sopranistin ihrer Zeit gesehen. Sie verfügte über eine riesige, weich timbrierte Stimme mit großem Umfang und einer technischen Souveränität, mit der sie auch verzierte Partien wie die Elisabetta in Gaetano Donizettis Maria Stuarda singen konnte.
Dass sie trotzdem keine entsprechende Bühnenkarriere machte, lag zum einen daran, dass sie das Gefühl hatte, den Starbetrieb der Oper nicht mit ihrem Familienleben vereinbaren zu können. Zum anderen hatte sie wie viele andere Sänger Probleme mit dem Generaldirektor der MET, Rudolf Bing, v. a. weil sie sich nicht verbieten lassen wollte, auch populäre Musik zu singen, was Bing für unvereinbar mit der Würde seines Hauses hielt.

## Aufnahmen
- Verdi „Eileen Farrell sings Verdi“ (Sony)
- Händel „Messiah“ (Sony)
- Donizetti „Maria Stuarda“ (Westminster)
- Berg „Wozzeck“ (Line Music)
- Berg „Wozzeck“ (Sony)
- Wagner „Wesendonck-Lieder“ (Testament)
- Wagner „Bernstein Conducts Wagner“ (Gala)
- Puccini „Great Performances - Puccini Arias“ (Sony)
- Ponchielli „La Gioconda“ (Living Stage)
- „Eileen Farrell - Opera Arias And Songs“ (Testament)
- „Eileen Farrell in New Orleans“ (Vai)
- „Carols for Christmas Eve“ (Cbs/Epic/Wtg Records)
- „Eileen Farrell sings Rodgers & Hart“ (Reference)
- „Eileen Farrell sings Harold Arlen“ (Reference)
- „Eileen Farrell sings Alec Wilder“ (Reference)
- „Eileen Farrell sings Johnny Mercer“ (Reference)
- „My Very Best“ (Reference)
- „It’s Over“ (Reference)
- „I Gotta Right to Sing the Blues“ (Sony)
- „Love Is Letting Go“ (Drg)
- „This Fling Called Love“ mit Percy Faith und seinem Orchester
darauf enthalten das oscarnominierte Lied The Faraway Part of Town

## Film
- Eileen Farrell - An American Prima Donna (Video Artists International) (2004)[1]

## Quellnachweise
1. ↑  Archivierte Kopie (Memento des Originals vom 23. April 2009 im Internet Archive)  Info: Der Archivlink wurde automatisch eingesetzt und noch nicht geprüft. Bitte prüfe Original- und Archivlink gemäß Anleitung und entferne dann diesen Hinweis. abgerufen am 17. August 2020

| Personendaten    | Personendaten                           |
| ---------------- | --------------------------------------- |
| NAME             | Farrell, Eileen                         |
| KURZBESCHREIBUNG | US-amerikanische Opernsängerin (Sopran) |
| GEBURTSDATUM     | 13. Februar 1920                        |
| GEBURTSORT       | Wilmantic, Connecticut                  |
| STERBEDATUM      | 23. März 2002                           |
| STERBEORT        | Park Ridge, New Jersey                  |